# Penglai, Fujian
Penglai (kinesiska: 蓬莱) är en köping i sydöstra Kina. Den ligger i Anxi härad i staden Quanzhou i provinsen Fujian, omkring 160 kilometer sydväst om provinshuvudstaden Fuzhou. Antalet invånare är 55 844. Befolkningen består av 27 674 kvinnor och 28 170 män. Barn under 15 år utgör 17,0 %, vuxna 15-64 år 74 %, och äldre över 65 år 8,0 %.